# Wacław Kotański
Wacław Kotański (ur. 10 grudnia 1915 w Sułocinie, zm.  1 lipca 2001) – polski podporucznik Wojska Polskiego, jeniec oflagu II C Woldenberg. 

## Życiorys
Był synem Mikołaja i Ludwiki z Witczaków. W 1935 zdał maturę w Gimnazjum im. Ignacego Mościckiego w Sierpcu. W latach 1935–1936 odbył służbę wojskową w 8. Dywizji Piechoty, którą ukończył w stopniu sierżanta podchorążego. W latach 1936–1937 studiował na Wydziale Mechanicznym Politechniki Warszawskiej. W latach 1938–1939 ukończył Szkołę Podchorążych Wojsk Łączności w Zegrzu.
1 września 1939 został zmobilizowany i trafił do Centrum Wyszkolenia Piechoty w Rembertowie, później do 39. Dywizji Piechoty, która została skierowana do dyspozycji dowódcy obrony Warszawy. Był oficerem łącznikowym u gen. Waleriana Czumy, później u  płk. Mariana Porwita. Od 8 września walczył jako dowódca plutonu 50. Kompanii Łączności pod dowództwem kpt. Kazimierza Merklejna, od 18 września był oficerem łącznikowym u płk. Leopolda Okulickiego. 28 września uzyskał awans na podporucznika, a za udział w obronie Warszawy został odznaczony Krzyżem Walecznych i orderem Virtuti Militari. Po kapitulacji Warszawy trafił do Oflagu X B Nienburg, Oflagu XVIII C Spittal/Drau i ostatecznie w maju 1940 do Oflagu II C w Woldenbergu, gdzie zaangażował się w obozową konspirację. Brał udział w ucieczkach, m.in. 15 lipca 1941 uciekł z obozu razem z Bolesławem Żarczyńskim i Romanem Okuszko, jednak został schwytany w zasadzce pod Obornikami, osadzony w Forcie VII w Poznaniu i po dwumiesięcznych dochodzeniach ponownie osadzony w obozie jenieckim. Wolność odzyskał 30 stycznia 1945. Po wojnie za bohaterską postawę został odznaczony ponownie Orderem Virtuti Militari. 
Na przełomie lat 1946/1947 został aresztowany i osadzony w więzieniu na warszawskim Mokotowie. Został zwolniony w czerwcu 1947, ale w latach represji stalinowskich był aresztowany jeszcze trzy razy. W latach 1948–1952 studiował na Wydziale Humanistycznym Uniwersytetu Mikołaja Kopernika w Toruniu, uzyskując tytuł magistra filozofii.
Został pochowany na Cmentarzu Centralnym w Szczecinie (kwatera kom.c-6-1).

## Ordery i odznaczenia
- Virtuti Militari (dwuktotnie)[5]
- Krzyż Walecznych[5]
- Order Polonia Restituta[5]
- Krzyż Oficerski Orderu Odrodzenia Polski[5]